# 松山陸
松山 陸（まつやま りく、2001年9月29日 − ）は、日本の競泳選手。サイサン株式会社所属。2024年パリオリンピック混合4×100mメドレーリレーで8位入賞。

## 経歴
埼玉県加須市出身。加須市立騎西小学校、加須市立騎西中学校から春日部共栄高等学校に進学。春日部共栄時代にはインターハイで100m背泳ぎと200m背泳ぎで二冠を達成。
その後進学した明治大学でも、1年生時に日本学生選手権（以下インカレ）で同種目で二冠を達成。しかし、2,3年生時は良い結果が出ず、スランプに陥る。だが、それでも2年生時にジャパンオープン50m背泳ぎ3位、3年生時には日本代表選考会50m背泳ぎで準優勝をしている。3年生時には一度競泳を辞める決意をしたものの、まだ競技を続けることを決意し、4年生時にはインカレの100m背泳ぎで2位、同年ジャパンオープンでは日本人最高順位の2位を獲得。
大学卒業後は、銀座千疋屋とスポンサー契約を結んでいる。2024年の日本代表選考会では、100m平泳ぎで、2012年ロンドンオリンピック同種目銅メダリストの入江陵介を破り、代表入りを決めた。

## 自己ベスト
- 100m背泳ぎ　53秒72